# Leucauge venusta
Leucauge venusta är en spindelart som först beskrevs av Charles Athanase Walckenaer 1842.  Leucauge venusta ingår i släktet Leucauge och familjen käkspindlar. Inga underarter finns listade i Catalogue of Life.